# Planina Donja
Planina Donja je naselje u sastavu Grada Zagreba. Nalazi se u gradskoj četvrti Sesvete. Smješteno je u parku prirode Medvednica i to u istočnom dijelu.
Autobusnom linijom 262 naselje je povezano sa Sesvetama, a od 2000. godine i s tramvajskim okretištem u Dupcu.

## Stanovništvo
Prema popisu stanovništva iz 2001. godine, naselje je imalo 603 stanovnika te 175 obiteljskih kućanstava.

Prema popisu stanovništva 2011. godine naselje je imalo 554 stanovnika.
| broj stanovnika | 682   | 779   | 848   | 1027  | 1114  | 1187  | 1173  | 1208  | 1182  | 1148  | 1074  | 709   | 717   | 674   | 603   | 554   | 492   |
|                 | 1857. | 1869. | 1880. | 1890. | 1900. | 1910. | 1921. | 1931. | 1948. | 1953. | 1961. | 1971. | 1981. | 1991. | 2001. | 2011. | 2021. |

## Povijest
Planina se u pisanim povijesnim izvorima prvi put spominje već 1209. god. kao „mjesto koje se naziva Planina“ - locus qui dicitur Planina, dok se 1279. spominje kao Planina terra – „posjed Planina“. Iz tih izvora saznajemo da je početkom 13. stoljeća viteški red Ivana ili red Ivanovca – cruciferi sancto sepulchri – u podnožju gore Lipa podigao samostan i crkvu Sv. Jurja. Najnovija su istraživanja pokazala da je Planina pripadala križonoscima sv. Groba jeruzalemskoga - cruciferi de s. Sepulchro Jorosolinitano - srednjovjekovnom redu koji je imao svoje sjedište u Glogovnici. Planina je u srednjem vijeku bila zasebni posjed, najvjerojatnije templarski, koji je morao imati svoje središte, a sve upućuje na „umjetni“ brežuljak Gradec. Potkraj 19. st. su starci u Kašini pričali o „poganskom“ gradu kod Planine od čega je i danas ostao jedan zaselak nasuprot kapelici Sv. Jurja kojeg se naziva „po Gradom“, gdje je nekad bio i ribnjak.
Ne zna se kada je kapelica Sv. Jurja utemeljena, no prastara je i osnovana prije 1261. godine, kako mogu posvjedočiti oci Isusovci, posjednici planine do 1773. godine prema knjizi računa ostaloj od ove crkve(koja je nekada bila župna i snadbijevena oprostima za blagdan sv. Jurja). U tornju su dva zvona, kapela je opasana zidom. Da je kapela sv. Jurja sagrađena u 13. stoljeću svjedoči „bez sumnje masivni profilirani dovratnik glavnih ulaznih vrata“.
Mjesni vodovod u Planini Donjoj i Planini Gornjoj koji je i danas u uporabi, radio se 1968. i 1969. da bi bio otvoren u jesen 1969.